# 마이클 존슨 (1988년)
마이클 존슨(Michael Johnson, 1988년 2월 24일 움스톤 ~ )은 잉글랜드의 축구 선수이다. 18세 때 맨체스터 시티 FC 유소년 팀에서 1군으로 승격하였고 2006년 8월 21일 위건 애슬레틱 FC과의 원정경기에서 데뷔전을 치렀다. 2007년 3월 미들즈브러 FC와의 경기에서 1도움을 기록하며 첫 공격 포인트와 함께 2:0 승리의 일등공신이 되면서 주목을 받기 시작하였다.
당시 맨체스터 시티의 감독인 스튜어트 피어스는 존슨의 미드필더로서의 창조적인 움직임과 볼을 소유하려는 투지를 높이 평가하여 데뷔시즌인 2006/07시즌이 끝날 때까지 꾸준히 출장기회를 주었으며 그에 부응하듯이 이 어린 미드필더는 자신의 가치를 증명해보였다. 마이클 존슨은 잉글랜드 19세이하 대표팀에 선발되어 좋은 활약을 펼치며 21세 이하 대표팀에도 선발되었으나 아쉽게도 유럽 챔피언십 결승전에서는 출전명단에 이름을 올리지 못했다.
2007/08시즌이 시작 될 때 맨체스터 시티는 대규모의 선수단 변화를 주었고 사령탑도 스벤예란 에릭손으로 바뀌었으나 이 어린 미드필더는 더비 카운티 FC와의 홈경기에서 자신의 데뷔골을 기록하였고 이어서 애스턴 빌라 FC와의 홈경기에서 인상적인 움직임을 보여줌과 동시에 2경기 연속골을 터트리며 시티에게 승리를 안겨주었다. 결국 이 잉글랜드의 젊은 미드필더는 시즌이 종료될 때 모두의 예상을 뒤엎으며 중요한 선수로 자리매김하게 되었다.
2008/09시즌 에릭손이 경질당하고 마크 휴즈가 시티의 새로운 감독으로 부임하면서 이 미드필더는 다시 한번 도전에 직면하였으나 부상으로 인해 시즌 아웃되었다.
2010/11시즌 레스터 시티로 임대를 갔으나 다시 부상을 당해 맨체스터 시티로 돌아오게 되었다. 과거와 달리 엄청난 스쿼드로 변해버린 맨체스터 시티구단은 이 미드필더에게 설 자리를 잃게 만들었다. 결국 그는 2012년 12월 구단에서 남은 돈을 지불받고 방출통보를 받게 된다.